# بكارة (آلة)
البَكّارة هو نظام من بكرتين أو أكثر مع حبل أو سلك مترابطة بينهما، وعادة ما تستخدم لرفع الأحمال الثقيلة.
تُجَمَّع البكرات لتشكيل ذوات البكر [الإنجليزية] ثم يتم إقران ذوات البكر بحيث تُثَبَّت إحداها وتتحرك الأخرى مع الحمل. يُمَرَّر الحبل عبر البكرات لتوفير ميزة ميكانيكية تُضخِّم القوة المؤثرة على الحبل.
وصف هيرون الإسكندراني الرافعات المكونة من مجموعات البكرات في القرن الأول. تُظهر النسخ المصورة من Mechanica لِهيرو (كتاب عن رفع الأوزان الثقيلة) أنظمة البكرات والحبال القديمة.